# Puerto Plata
Puerto Plata, coneguda oficialment com a San Felipe de Puerto Plata, és la novena ciutat més gran de la República Dominicana i capital de la província de Puerto Plata. La ciutat és un port comercial i té resorts com Playa Dorada i Costa Dorada, que es troben a l'est de la ciutat. A la ciutat hi ha 100.000 llits d'hotels. Es troba el pic Isabel de Torres, una muntanya 793 metres.
La fortificació Fortaleza San Felipe es troba a prop del port, construïda al segle xvi va servir de presó sota la dictadura de Rafael Trujillo. Es troba el museu de l'ambre i La Isabela, un assentament construït per Cristòfor Colom a prop de Puerto Plata. L'abril de 1563, l'assentament espanyol es va fer notori quan el comerciant d'esclaus anglès Sir John Hawkins va portar 400 persones que havia segrestat de Sierra Leona. Hawkins comerciava les seves víctimes amb els espanyols per perles, pell, sucre i or. Aquest va ser l'inici de la participació britànica en el comerç d'esclaus transatlàntics.